# Gonomyia (Leiponeura) kiandra
Gonomyia (Leiponeura) kiandra is een tweevleugelige uit de familie steltmuggen (Limoniidae). De soort komt voor in het Australaziatisch gebied.